# Григорий I Гика
Григо́рий I Ги́ка (рум. Grigore I Ghica; около 1628 — 1675) — господарь Валахии (1660—1664, 1672—1673), сын Георгия Гики, господаря Молдавии и Валахии.

## Биография
В сентябре 1660 года валашский господарь Георгий Гика при поддержке постельничего Константина Кантакузино передал престол своему сыну Григорию. Став господарём, Григорий I пытался заключить договор с трансильванским князем Михаем Апафи и по приказу султана Османской империи участвовал в походе против его противника Яноша Кемени.
Григорий I поддерживал тайные отношения с Габсбургами. В ноябре 1664 года Григорий I был отстранён турками от власти и бежал в Молдавию, затем в Трансильванию, а оттуда перебрался в Австрию, где прожил семь лет.
В 1671 году Григорий Гика прибыл в Стамбул, где в феврале 1672 года был провозглашён турецким султаном новым господарём Валахии. Пытался оттеснить от власти семью Кантакузино. В 1673 году Григорий I с своим войском участвовал на стороне турок в войне против Речи Посполитой. Принимал участие в Хотинской битве, в результате которой турецкая армия была разбита польским войском. Григорий I вступил в переговоры с польским главнокомандующим и великим коронным гетманом Яном Собеским и способствовал поражению турецкой армии. В ноябре того же 1673 года Григорий I был отстранён султаном от престола, который занял молдавский господарь Георгий Дука.
От сына Григория Гики, великого бана Матея Гики (1664—1708), происходили дальнейшие представители рода Гика, занимавшие господарские престолы в Молдавии и Валахии.